# 도리원초등학교 봉양분교
도리원초등학교 봉양분교는 경상북도 의성군 봉양면에 있었던 초등학교 분교이다.

## 연혁
- 1929년 5월 13일 봉양공립보통학교 개교
- 1938년 4월 1일 봉양공립심상소학교 개편
- 1941년 4월 1일 봉양공립국민학교 개편
- 1985년 3월 1일 병설유치원 개원
- 1995년 3월 1일 도리원국민학교 봉양분교장 격하 편입
- 1996년 3월 1일 도리원초등학교 봉양분교 개편
- 1998년 3월 1일 폐교 및 도리원초등학교 통폐합